# Kincses sziget (album)
A Kincses sziget Kovács Kati huszonhatodik albuma. 2000 áprilisában jelent meg.
Új dalok és feldolgozások is hallhatóak a lemezen. Egyetlen új magyar dal Az élet szép, Kern András dalának feldolgozása a Szerelmünk tárgytalan, külföldi siker magyar szöveggel az Ösküvő.
A Kócos kis ördögök a Metro együttes, az Azt mondta az anyukám az Omega, a Rohan az idő Koncz Zsuzsa, a Hogyan tudnék élni nélküled Demjén Ferenc, Az utcán az Illés-együttes dala eredetileg. Ezek a dalok 1997-ben maxi CD-n is megjelentek.

## Számlista
1. Rock and roller
2. Most kéne abbahagyni
3. Szeretni kéne
4. Ösküvő
5. Szerelmünk tárgytalan
6. Kócos kis ördögök – Azt mondta az anyukám – Rohan az idő
7. Az élet szép
8. Szólj rám, ha hangosan énekelek
9. Hogy vagy, pajtás?
10. Így akartam én
11. Hogyan tudnék élni nélküled
12. Az utcán

## Közreműködők
- Kovács Kati – ének
- Koncz Tibor – szintetizátor
- Sztevanovity Zorán – ének (6)
- Somló Tamás – ének (6)
- Bársony Attila – ének  (11)
- Horváth Tibor – ének (10)

## Televízió
Tv-felvételek
- Rock and roller (Lottósorsolás; Dáridó)
- Most kéne abbahagyni (Lottósorsolás)
- Szeretni kéne (Slágertévé)
- Az élet szép (Slágertévé)
- Szólj rám, ha hangosan énekelek (Lottósorsolás)
- Hogy vagy, pajtás? (Koóstoló és más műsorok)
- Az utcán (Meglepő és mulatságos)